# 大坂直美
大坂直美（日语： Ōsaka Naomi，又被译为大坂娜奥美、大坂娜奥米，1997年10月16日—），日本海地混血女子网球运动员，四座大滿貫得主。

## 家庭和個人生活
出生於大阪市中央區。3歲時隨家人移居美國佛州，父親為海地裔美國人，母親為日本人，2019年回歸日本籍並將代表日本參加奧運會。她在2013年轉職業，並於2016年獲得WTA最佳新人獎。擁有強壯的身體素質和身高，加上作戰風格類似偶像小威廉斯，媒體還封她為「日本小威」。
2018年美國網球公開賽，於決賽以直落2擊敗曾6度拿下美網女單冠軍的小威廉絲，獲得生涯首個大滿貫女單冠軍，創下日本第一座大滿貫單打冠軍，也突破前日本名將伊達公子的大滿貫四強紀錄。但是大阪自2018年美网公开赛以来一直饱受抑郁之苦。
大阪在2019年开始与美国说唱歌手Cordae建立恋爱关系。
2019年，大坂直美於澳大利亚网球公开赛决赛，以7-6(2)、5-7、6-4击败科维托娃，获得女单冠军，并登頂女子網球選手世界第一，為亞洲首位球后，也打破了李娜2014年所創下的記錄（世界第二）。
2020年《福布斯》統計收入最高的運動員，大坂直美以年收入3740萬美元，排名第29，女性當中則是第1。
2020年，大坂直美在其个人推特宣布退出法网：“很遗憾我不能参加今年的法网了，我的腿部仍然感到疼痛，对我来说两项大满贯赛事离得太近了，我没有足够的时间去准备。”
2021年，正在參加法網的大阪直美由於不希望接受記者提問，於是宣佈不參加賽後的新聞發佈會，此舉招致法網組織方對其罰款1.5万美元。大阪直美於是宣佈退出當年的法網比賽。同年7月23日，大坂直美在2020年夏季奥林匹克运动会开幕式上点燃主火炬。随后的比赛中，大坂直美在网球女单第三轮爆冷出局，事后日本网友以大坂的非日本血统对其大肆辱骂，宣称要让大坂直美“滚回美国”，包括《中日体育》在内的一些日本媒体也在赛后的报道中使用了大坂直美的“丑照”。大阪直美人氣直落，並受到許多批評，有人指出：「用她作為最後一位火炬手的選擇是錯誤的」，除了認為混血的她不該代表日本，也有日本人提出她幾乎完全不會說日語，不應該具備代表日本的資格。

由於批判聲浪不絕，大坂直美向日本全國發表謝罪聲明，表示為落敗一事向所有日本人致歉。
2023年1月，在退出澳网后不久，大坂直美透露她怀上了她与说唱歌手Cordae的第一个孩子。作为公告的一部分，大阪确认她希望在2024年的某个时候重返网坛。

## 網球生涯
2018年9月，美國網球公開賽女單決賽，大坂直美以6-2、6-4連下兩盤打敗小威廉絲，拿到個人職業生涯第一個大滿貫賽冠軍，大坂直美也成為日本首位奪下大滿貫冠軍的球員。
2019年1月，澳洲網球公開賽女單決賽，歷經三盤大戰，大坂直美以7-6(2)、5-7、6-4擊敗佩特拉·科维托娃，拿下生涯首座澳網女單冠軍，這場勝利也助大坂直美榮登世界第一寶座。
2019年9月，東麗泛太平洋網球公開賽女單決賽，大坂直美以6-2、6-3擊敗安娜斯塔西亞·帕夫柳琴科娃，奪得冠軍。2019年10月，中國網球公開賽女單決賽，大坂直美以3-6、6-3、6-2擊敗了世界第一阿什莉·巴蒂，大坂直美豪取10連勝，奪得今年第3冠、職業生涯第5冠（2個大滿貫、2個皇冠賽和1個頂級賽）。
2020年9月12日，在美网女单决赛中，4号种子大坂直美以1-6、6-3和6-3击败白俄罗斯名将阿扎伦卡加冕冠军；这是大坂直美第二次荣获美网女单冠军，也是她职业生涯第三个大满贯冠军。
2021年2月20日，3號種子大坂直美在澳網女單決賽6-4、6-3擊敗22號種子珍妮弗·布雷迪，斬獲職業生涯中第4座大滿貫冠軍、第2座澳網冠軍，並且延續自2020辛辛那提大師賽以來的21連勝。這座冠軍打破了多項紀錄，包括成為了自塞萊斯、費德勒後又一位能夠在生涯的前四個大滿貫決賽均奪冠的選手，此外，大坂直美還保持著進入大滿貫8強後全勝的紀錄。奪冠後，大坂直美排名將上升至世界第二。

## 大滿貫

### 女單冠軍（4）
| 年份 | 比賽 | 場地 | 決賽對手          | 對手國籍 | 勝方比分         |
| ---- | ---- | ---- | ----------------- | -------- | ---------------- |
| 2018 | 美網 | 硬地 | 塞雷娜·威廉姆斯   | 美國     | 6–2、6–4         |
| 2019 | 澳網 | 硬地 | 佩特拉·科维托娃   | 捷克     | 7–6(2)、5–7、6–4 |
| 2020 | 美網 | 硬地 | 维多利亚·阿扎伦卡 | 白俄羅斯 | 1–6、6–3、6–3    |
| 2021 | 澳網 | 硬地 | 珍妮弗·布雷迪     | 美國     | 6–4、6–3         |

## 商业代言
作為國際知名運動員，大坂直美在 2019 年，在品牌代言方面就賺取了約 1,600 萬美元，在全球女性運動員中排名第二，僅次於賺取 2,500 萬美元的塞雷娜·威廉姆斯。 2020 年，她成為有史以來收入最高的女性運動員，總共賺取了 3,740 萬美元，包括 3,400 萬美元的品牌代言費。
自 2019 年以來，耐克代替愛迪達成為大坂直美的服裝贊助商，有其專門品牌服裝系列，以她的字母圖案標誌為特色，該標誌使用她名字的首字母，靈感來自日本國旗。日本體育設備製造商 Yonex 自 2008 年以來一直為她提供球拍，她所使用的是 Yonex Ezone 98 球拍。 大坂直美自 2016 年起由 IMG 經理人公司代理業務，在 2022年脫離 IMG，與經理人 Stuart Duguid 共同成立自己的體育經理人公司 Evolve。2022 年 6 月 20 日，大坂直美宣布已經簽下了 Nick Kyrgios 作為她的第一位客戶。
大坂是日本汽車製造商日產和日本電子製造商星辰手錶的品牌大使。她還為其他幾家日本公司代言，包括麵條製造商日清食品、化妝品生產商資生堂、廣播電台 Wowow 和航空公司全日空（ANA）。
2021 年 1 月，大坂直美成為泰格豪雅手錶和路易威登的品牌大使，她出現兩個品牌在 2021 年春夏的廣告中。大坂直美代言的品牌還有 Beats Electronics、Bodyarmor SuperDrink、Mastercard、Panasonic、PlayStation、Levi's、Airbnb、Sweetgreen、Workday 和 GoDaddy 認可。2022 年 3 月 21 日，大坂直美成為加密貨幣交易所 FTX 大使，將在未來的比賽中佩戴 FTX 品牌標誌的服飾或配件。據估計，她在代言品牌方面每年賺取高達 6,000 萬美元的收入。

## 外部連結
- 大坂なおみ公式サイト NAOMIOSAKA.COM （页面存档备份，存于）
  - NaomiOsaka大坂なおみ的X（前Twitter）
  - Naomi Osaka 大坂なおみ的Instagram帳戶
  - Naomi Osaka 大坂なおみ的Facebook專頁
  - Naomi Osaka 大坂なおみ的TikTok
- 大坂直美的国际女子网球协会官方資料（英文）
- 大坂なおみ （页面存档备份，存于） - tennistemple（英文）
- 大坂なおみ （页面存档备份，存于） - 日本网球协会（日語）
- 大坂なおみ （页面存档备份，存于） - 優乃克（日語）
- 大坂なおみ （页面存档备份，存于） - 国际管理集团（日語）
- 大坂なおみ （页面存档备份，存于） - テニス365（日語）
- 大坂なおみ （页面存档备份，存于） - テニスナビ（日語）